# Flemming Hasager
Flemming Hasager (født 13. august 1915 i Odense, død 21. august 2001)
var en dansk journalist, der fra 1958 til 1982 var chefredaktør for Ekstra Bladet.
Flemming Hasager var søn af Politikens chefredaktør Niels Hasager. Efter studentereksamen læste Flemming Hasager jura, men besluttede i 1938 at blive journalist. Han fik ansættelse på Politiken, blev redaktionssekretær i 1941 og var avisens London-korrespondent 1950-1952. I 1958 blev han chefredaktør på Ekstra Bladet, hvor han sammen med den anden chefredaktør, Harald Mogensen, fik vendt en skrantende avis til en god forretning. Han var med til at opfinde Side 9-pigen og havde et fokus på læsernes behov og konkurrencer i avisen.
I alder af 70 trak han sig i 1982 som chefredaktør for Ekstra Bladet, men fortsatte efterfølgende med at redigere navnestof og interviewe erhvervsledere for Børsen. Kort før sin død markerede Flemming Hasager sig i den offentlige debat gennem en kritik af hjemmehjælpen i Københavns Kommune, som forflyttede en hjemmehjælper, der var blevet gode venner med ham.
Han døde efter længere tids sygdom og blev stedt til hvile på Solbjerg Parkkirkegård på Frederiksberg. Gravstedet er i dag nedlagt.